# Union sportive Socozaki
Maillots
Actualités
L'Union Sportive Socozaki est un club congolais de football basé à Butembo dans le Nord-Kivu,.

## Histoire
Le club évolue en première division congolaise lors de la saison 2015-2016.

### Émeute du 14 septembre 2008
Dimanche 14 septembre 2008, une émeute a éclaté à l'occasion d'un match de football à Butembo, province du Nord-Kivu, dans l'est de la République démocratique du Congo,. Les équipes jouées étaient Socozaki et Nyuki System, qui sont deux clubs locaux dont les matchs sont considérés comme des derbies. Les émeutes ont été déclenchées par des accusations selon lesquelles l'un des joueurs de football utilisait la sorcellerie. Nyuki était en train de perdre le match, et son gardien de but a tenté d'avancer sur le terrain et de lancer un sort qui renverserait le jeu. Cela a provoqué une bagarre entre les joueurs, et lorsqu'un commandant de police a tenté d'intervenir, il a été bombardé par les pierres des spectateurs. Pour reprendre le contrôle de la situation, les forces de police auraient tiré des cartouches de gaz lacrymogène dans la foule, ce qui a provoqué une bousculade,,.
Selon certaines sources, les autorités policières ont tiré des grenades lacrymogènes sur la foule pour contenir la situation, provoquant une défaite de shogi[Quoi ?] parmi les foules qui tentaient d'évacuer.
Lors du Derby de la ville, le 15 septembre 2008, face à l'AS Nyuki, il y a une émeute entre les deux camps de supporteurs, qui provoque la mort de 13 personnes.
Le lendemain, des dizaines d'adolescents ont organisé une maniféstation dans la ville. Le gouverneur régional, Julien Paluku, a assisté aux funérailles et rendu visite aux blessés à l'hôpital, et a promis une enquête complète sur les événements. Il a indiqué que les tirs en l'air par la police avaient semé la panique et que les morts avaient ensuite été provoquées par le vol de masse qui a suivi. 13 personnes ont été tuées par suffocation, tandis que 36 autres ont été blessées. À deux ou trois exceptions près, les victimes étaient toutes des enfants; la plupart avaient entre 11 et 16 ans. Une équipe de onze membres a été mise en place pour étudier l'incident par le régime local.
La radio locale financée par l'ONU, Radio Okapi, a rapporté les événements. Le Nord-Kivu a été le théâtre d'un conflit généralisé entre les forces gouvernementales congolaises et les rebelles ces dernières années, et un grand nombre de personnes ont été déplacées. Malgré le fait que la deuxième guerre du Congo se soit officiellement terminée en 2003, la violence fait toujours rage dans cette partie du pays. Les croyances animistes traditionnelles sont toujours fortes dans cette partie de l'Afrique et coexistent avec le christianisme et l'islam.

### Période de gloire en Ligue provinciale
L'US Socozaki a remporté le mardi 30 juillet 2013 le championnat provincial de football du Nord-Kivu grâce à sa victoire devant l'AC Capaco de beni sur le score de 3 buts à 2 et portant ce fut capaco qui retournait aux vestiaires avec une avance légèrement acquise au marquoir de 2 buts à 1, à la reprise socozaki appuyé par son public du stade Matokeo plein comme un œuf a réussi à marquer 2 fois afin de corser la mise en arrachant son titre de champion du Nord-Kivu. Il faut noter que cette phase finale devrait en principe se disputer entre 4 équipes du Nord-Kivu mais le RC Mika de walikale a connu un accident lors de son voyage pour butembo causant ainsi des blessés graves voila pourquoi 3 ont disputé ce dernier carré dont AS Kabasha battu par AC Capaco et Socozaki qui a gagné sur tapis vert. L'US Socozaki devra disputer les préliminaires de la Ligue 1 afin d’intégrer le véritable championnat de titans de la division un aux côtés de l'AS Dauphins Noirs qui a remporté l’édition précédente du même championnat du Nord-Kivu. Socozaki au paradis mais Capaco à la trappe.
Le stade Matokeo a accueilli l’une des plus belles affiches des play-offs du championnat local de football le dimanche 27 janvier 2019. L’US Socozaki en quête de conservation de son invincibilité en championnat n’a pas raté sa cible en ajoutant sur sa liste la Jeunesse Sportives de Butembo.Cette dernière s’incline par (1-2) malgré une résistance farouche jusqu’à marquer le premier but de la rencontre à la 25′ par le milieu de terrain Mubi. N’ayant même pas fini à célébrer, l’US Socozaki réduit la marque par Abuba une minute plus tard, on joue la 26′. Très ambitieuse, la JSB obtient un penalty sur une faute commise par le gardien Dida sur l'attaquant Zeze, penalty manqué par Puissance qui a vu son tir repoussé par ce même gardien. L’arbitre Zanaki renvoie les deux équipes à la pause sur ce score de (1-1). Du retour de la pause vers la 65′, le coach des rouges et blancs Justin Kanda procède par plusieurs remplacements en faisant entré Bruno à la place de Plaisir et quelques minutes plus tard Zidane, pourtant invisible, fusille le gardien de JSB qui est battu pour le (2-1).
Après un parcours élogieux avec l’AS Nyuki de butembo en raflant la 54e coupe du Congo de football, Justin Akilimali s’est engagé avec les Rouges et Blanc de l’US Socozaki. Il a remplacé Faustin Nzamba. Relégué au championnat local de butembo après avoir joué la Ligue nationale de football (LINAFOOT) en 2015-2016. Le club veut signer son retour au championnat d’élite du pays. Justin Akilimali s’est assigné les objectifs : de remporter le championnat local de butembo et de remporter le championnat provincial du Nord-Kivu qu’organise la (LIFNOKI) et jouer également la coupe du Congo de football. Ce technicien congolais demande aux dirigeants du club de lui soutenir et de renforcer son ossature avec quelques cartouches.
Fimbo Emmanu, secrétaire de l’US Socozaki, a procédé à la destitution du comité dirigeant de l’équipe. C’est une décision prise après réunion et délibération le dimanche 19 mai 2019. Fimbo Emmanu reproche au comité du team rouge et blanc de Butembo la non-assistance du club à différentes compétitions et la-non participation à des décisions finales du club.
Durant la saison 2019-2020 le club participe à la Ligue de football de Butembo.

### Période de la pandémie de Covid-19
La période de la pandémie du coronavirus constitue un véritable blocage pour la pratique du sport, vu de l’interdiction de toute activité impliquant les attroupements des personnes. Cette trêve involontaire peut freiner l’évolution des joueurs car elle occasionne la baisse des conditions physique des athlètes. Ainsi, dit le Coach du coach Serge Buloki dans un entretien avec la chaîne Moto TV.
l'entraîneur déconseille aux athlètes de se lancer dans les activités de nature à nuire à leur santé, dès lors que les compétitions ne sont suspendues que temporairement. Aux équipes, celui-ci demande d’élaborer un programme spécial à communiquer aux joueurs pour leurs activités hors terrain.
Mi-mars, la FECOFA a suspendu toutes ses compétitions pour observer les mesures d’hygiène prescrites par le ministère de la santé, dans le but de limiter la propagation du Covid-19.

## Palmarès
- Aucun

## Personnalités du Club

### Présidents
- 2024- :  Ghislaine Van Nevel

### Entraîneurs
- 2007 :  Raoul Lukusa[17]
- 2018 :  Faustin Nzamba
- 2018-2019 :  Justin Akimali
- 2018-2019 :  Justin Kanda
- 2019-? :  Serge Buloki
- 2025- :  Todet  Mbweki[18]